# Władimir Skriabin
Władimir Władimirowicz Skriabin (ros. Владимир Владимирович Скрябин, ur. 2 lipca?/15 lipca 1908 w Liwnach, zm. 23 grudnia 1988 w Kijowie) – radziecki polityk, członek KC KPZR (1961–1966), członek KC KPU (1960–1966).
Od 1928 w WKP(b), w 1930 ukończył przyfabryczną szkołę zawodową, w latach 1930–1935 studiował w Instytucie Inżynieryjnym w Zaporożu, 1935–1936 służył w Armii Czerwonej. W latach 1936–1940 inżynier konstruktor i zastępca głównego mechanika fabryki w Zaporożu, 1940 przewodniczący komitetu fabrycznego, 1940–1941 przewodniczący Komitetu Wykonawczego Rady Miejskiej w Zaporożu, 1941–1946 oficer polityczny w Armii Czerwonej, 1946–1948 sekretarz Komitetu Miejskiego KP(b)U w Zaporożu, 1948–1949 ponownie przewodniczący Komitetu Wykonawczego Rady Miejskiej w Zaporożu, 1949–1950 II sekretarz, a w 1950 I sekretarz Komitetu Miejskiego KP(b)U w Zaporożu. W latach 1950–1952 II sekretarz Zaporoskiego Komitetu Obwodowego KP(b)U, 1952–1957 przewodniczący Komitetu Wykonawczego Zaporoskiej Rady Obwodowej, od 27 września 1952 do 16 lutego 1960 zastępca członka, a od 19 lutego 1960 do 15 marca 1966 członek KC KP(b)U/KPU. Od grudnia 1957 do 16 sierpnia 1962 I sekretarz Komitetu Obwodowego KP(b)U w Zaporożu, od 31 października 1961 do 29 marca 1966 członek KC KPZR, od 15 sierpnia 1962 do listopada 1964 I sekretarz Komitetu Obwodowego KPZR w Rostowie, 1954-1969 inspektor KC KPU. Deputowany do Rady Najwyższej ZSRR 5 i 6 kadencji.

## Odznaczenia
- Order Lenina
- Order Wojny Ojczyźnianej
- Order Czerwonej Gwiazdy

I 2 inne ordery.